# Piazza XVIII Dicembre

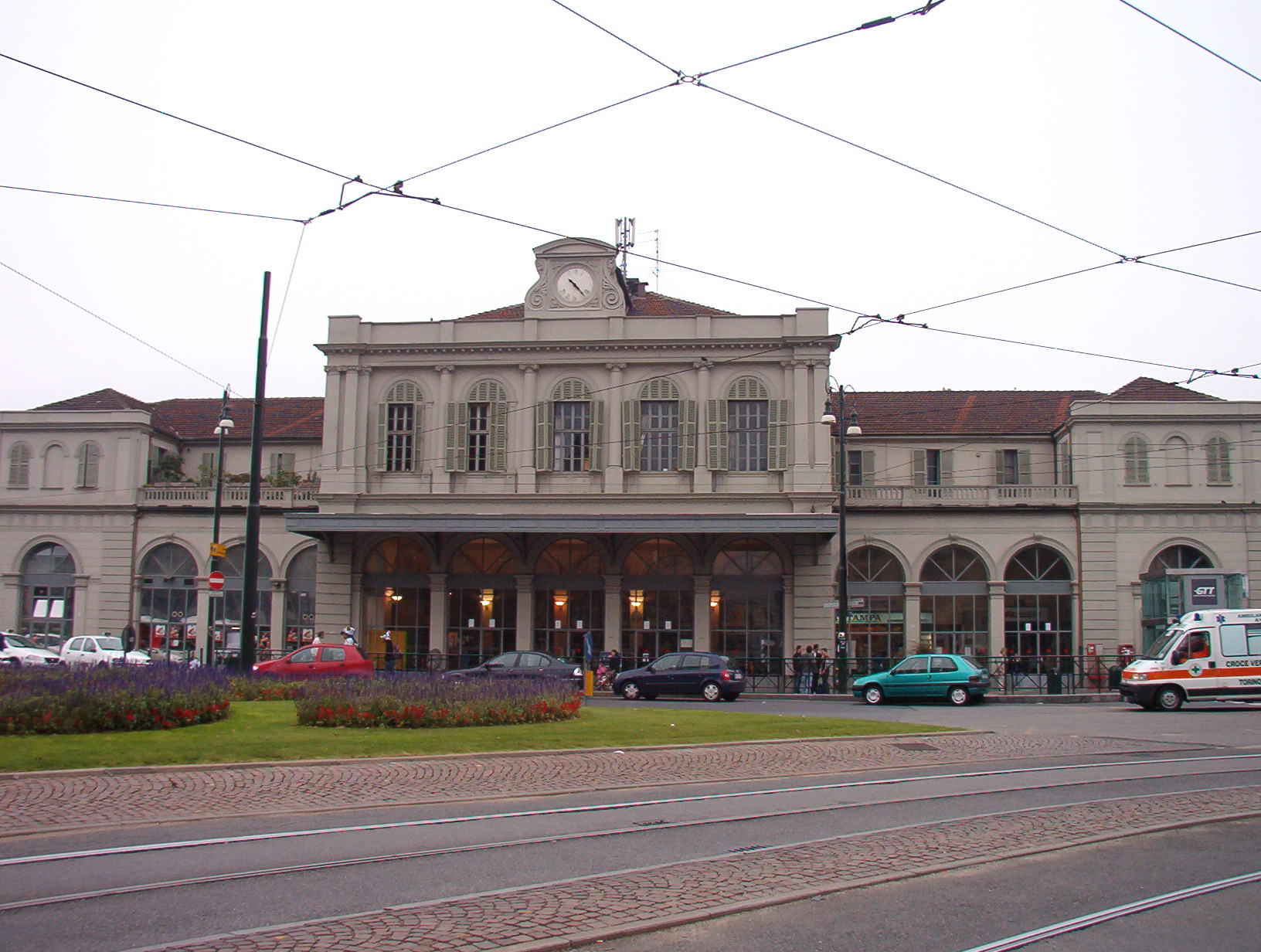
Porta Susa

Piazza XVIII Dicembre (pl. Plac 18 Grudnia) – plac zlokalizowany w ścisłym centrum Turynu. Tuż przy placu znajduje się dworzec kolejowy Porta Susa. Zaczyna się tutaj biegnąca przez zabytkowe centrum miasta Via Cernaia. Pod placem ulokowana jest stacja metra (została otwarta 4.02.2006).